# Esther Duflo
Esther Duflo (París, 25 de octubre de 1972)es una economista francesa, cofundadora y directora del Abdul Latif Jameel Poverty Action Lab (J-PAL),y profesora de Reducción de la Pobreza y Economía del Desarrollo en el MIT.

## Formación
Miembro de una familia protestante; su padre era matemático y su madre pediatra. Tras terminar su educación secundaria en el Lycée Henri IV, Duflo cursó sus estudios de pregrado en la Escuela Normal Superior de París, titulándose en 1994. El año siguiente obtuvo su magíster en Economía en la actual École d'économie de Paris, conjuntamente con la Escuela Normal Superior, la ENSAE y la École polytechnique. Posteriormente, en 1999, consigue su doctorado en Economía en el MIT, tras lo cual se volvió profesora asistente de dicha institución.

## Trayectoria
Sus investigaciones se centran en aspectos microeconómicos de países en vías de desarrollo, incluyendo el comportamiento de las familias, educación, acceso a financiamiento, salud y evaluación de políticas públicas. Junto a Abhijit Banerjee, Dean Karlan, Michael Kremer, John A. List, y Sendhil Mullainathan, ha impulsado el avance de la experimentación de campo como una importante metodología para descubrir relaciones causales en economía.
Después de obtener su doctorado en 1999, Duflo se convirtió en profesora asistente en el MIT. Fue ascendida a profesora asociada (titular) en 2002, a los 29 años, lo que la convirtió en una de las profesoras más jóvenes en obtener la titularidad, y obtiene la cátedra en 2003.
Duflo y Abhijit Banerjee se han interesado especialmente en la India desde 1997. En 2003, realizó un experimento de prueba sobre el absentismo de los maestros en 120 escuelas administradas por un grupo sin fines de lucro. Al alentar a los maestros a fotografiarse con sus estudiantes todos los días, pudo reducir su absentismo.
En 2003, cofundó el Poverty Action Lab en el MIT, que desde entonces ha realizado más de 200 experimentos de desarrollo empírico y ha capacitado a profesionales del desarrollo para realizar ensayos controlados aleatorios. El laboratorio tiene sucursales en Chennai, India y en la Escuela de Economía de París. En 2004, junto con varios colegas, Duflo realizó otro experimento en la India. Demostró que los discursos grabados de mujeres se aceptaban más fácilmente en las aldeas que habían experimentado a mujeres líderes. Duflo estaba cada vez más convencida de que las comunidades que apoyaban a las candidatas podían esperar beneficios económicos, pero tuvo dificultades para convencer a sus pares. Centrada en evaluar los avances relacionados con el bienestar social, en 2008 recibió el premio Frontera del Conocimiento por la cooperación para el desarrollo. Duflo ingresó en la esfera pública en 2013, cuando formó parte del nuevo Comité de Desarrollo Global, que asesoraba al expresidente estadounidense Barack Obama sobre cuestiones relacionadas con la ayuda al desarrollo en países pobres.
Duflo es investigadora asociada en el National Bureau of Economic Research (NBER) de Estados Unidos, es parte de la directiva del Bureau for Research and Economic Analysis of Development (BREAD), y es directora del programa de economía del desarrollo del think tank Center for Economic and Policy Research donde se desempeña como junta miembro y director.
Fue editora fundadora de American Economic Journal: Applied Economics, editora de The American Economic Review y coeditora de The Review of Economics and Statistics y Journal of Development Economics. Además, es miembro del comité editorial de Annual Review of Economics y miembro del Programa de Investigación de Capital Humano dentro del International Growth Center.
Escribe una columna mensual para el diario francés Libération.
Fue la oradora principal en la primera Conferencia Bocconi de la Universidad Bocconi en 2010, seguida en 2011 por Caroline Hoxby.
En 2020, se anunció que Duflo se convertiría en presidente del Fondo para la Innovación en el Desarrollo, una organización auspiciada por la Agencia Francesa de Desarrollo que otorga subvenciones para desarrollar y escalar intervenciones para la pobreza y la desigualdad.
El semanario estadounidense The New Yorker la describe como “una intelectual francesa de centro izquierda que cree en la redistribución y que suscribe la idea optimista de que mañana puede ser mejor que hoy."

## Método de trabajo
Junto con Michael Kremer, Abhijit Banerjee, Jeff Carpenter, John List y Sendhil Mullainathan, es pionera en el desarrollo de cierto tipo de experiencia de campo. Su método consiste en el estudio de una cuestión limitada y precisa, con comparación entre un grupo de control y un grupo experimental, extraído al azar. Estos ensayos controlados aleatorios son clásicos en biología, pero más raros en economía. Se han vuelto, en parte bajo su liderazgo, mucho más comunes en la disciplina. Si bien casi nunca se mencionaron en la literatura en la década de 1980, el 10% de los artículos publicados en 2016 mencionan estos "Ensayos controlados aleatorios" (ECA). Debido a que a menudo se considera que este tipo de experiencias tiene una buena validez interna, el surgimiento de estos métodos a veces se califica como parte de la controvertida revolución de la credibilidad, una revolución en la que Esther Duflo sería una de las actores principales.
Ella describe su método de trabajo como “Realmente micro. Mis proyectos siempre se enfocan en una cuestión simple y ordenada que se relaciona con la reacción de las personas en un contexto específico." Bajo el liderazgo de su grupo de investigación, este tipo de método se está volviendo común en las agencias de ayuda al desarrollo y en el Banco Mundial.

## Críticas metodológicas
Lo que el equipo premiado con el Nobel de Economía en 2019 hizo fue aplicar un sistema de medición ya habitual tanto en otras ciencias (como la medicina) como en las ciencias sociales: comparar el efecto de una intervención sencilla en un grupo frente a otro grupo que no la recibe. Esta lógica ha estado presente desde hace décadas en proyectos sociales y humanitarios, donde se diseñan acciones con indicadores, medios de verificación y evaluaciones. La diferencia es que ellos registraron cuidadosamente el proceso, lo sistematizaron y lo convirtieron en publicación académica. Desde ese punto de vista, el Premio Nobel resulta difícil de justificar: no se trata de un descubrimiento teórico ni de un avance profundo, sino de una técnica ya conocida. A esto se suman críticas más severas, que sostienen que incluso la aplicación de esta técnica tuvo fallos: inconsistencias en los datos, debilidades metodológicas y una falta de reflexión ética sobre el uso experimental de poblaciones vulnerables.
Para Arthur Jatteau y Agnès Labrousse, los métodos aleatorizados solo son aplicables a medidas de ayuda simples y el costo de los estudios es alto. De hecho, sería posible proporcionar esta ayuda a toda la población con el mismo presupuesto si no hiciéramos el estudio. Por ello la AFD, después de una fase inicial de entusiasmo por las evaluaciones aleatorias y de haber experimentado con ellas, decidió abandonarlas, en particular por su costo.
La recopilación de datos a veces es imprecisa. Así, el experimento insignia de J-PAL, sobre desparasitantes, de Miguel y Kremer fue reexaminado por epidemiólogos de la London School of Hygiene and Tropical Medicine en dos publicaciones del Journal of International Epidemiology y al recalcular los datos, encontraron múltiples inconsistencias y resultados diferentes.
También faltan dos métodos bien conocidos en las ciencias sociales para comprender los fenómenos: la observación y la entrevista. El primero le permite darse los medios para captar con precisión el contexto y, más precisamente, el curso real de un experimento. La entrevista ofrece la posibilidad de reconstruir el sentido que los actores le dan a sus acciones y palabras.
Los resultados difícilmente se pueden trasladar a otras situaciones, tanto geográficas como étnicas.
El método busca replicar el de la medicina pero no logra establecer un placebo o un doble ciego donde tanto los pacientes como los cuidadores no saben si una persona pertenece al grupo tratado o al grupo de control.
La elección de objetivos intermedios objetivos como el uso de fertilizantes en la agricultura no se discute, es elegida por J-PAL, sus expertos o sus patrocinadores.
Para los dos economistas, sería una lástima limitarse a este tipo de estudios que no dan ninguna explicación a nivel macroeconómico o incluso sobre las cuestiones microeconómicas de importancia. Además, el método no es tan nuevo, habiéndose utilizado en las ciencias sociales desde los años veinte, como en Chicago, en un estudio sobre participación electoral y en economía en 1968 bajo el impulso de una estudiante de doctorado del MIT, Heather Ross.
Denis Clerc, quien reconoce sus méritos en el análisis de las "trampas de la pobreza" y la prueba de la efectividad de un dispositivo en particular para salir de la pobreza mejorando las condiciones de vida, explica que su enfoque desde abajo hacia arriba es eficiente e innovador. y rompe con el fatalismo. Pero no debemos olvidar el aspecto de arriba hacia abajo para luchar contra tres flagelos: la mala gobernanza y la corrupción, las guerras civiles y la insuficiencia de recursos financieros para los servicios públicos de salud y educación, y la infraestructura esencial.
Gaël Giraud, execonomista jefe de la Agencia Francesa de Desarrollo (AFD), también afirma que las pruebas aleatorias que realiza la J-PAL son extremadamente caras y dan resultados que varían demasiado según el lugar y el momento para deducir una ley general. Además, la J-PAL no ha hecho una reflexión profunda sobre la ética de la experimentación en seres humanos.

## Premios
En 2010 recibió la Medalla John Bates Clark a economistas menores de 40 años que se considera que han hecho una contribución muy significativa al pensamiento y conocimiento económico.
El 13 de mayo de 2015 se le concedió el Premio Princesa de Asturias de Ciencias Sociales por su contribución decisiva a la economía del desarrollo y al estudio de las políticas contra la pobreza.
En 2019 fue galardonada con el Premio Nobel de Economía junto al economista Abhijit Banerjee y Michael Kremer, pasando a ser la segunda mujer que recibe dicho premio y la persona más joven de la historia.

## Publicaciones
En abril de 2011 publicó  "Poor Economics", coescrito con Abhijit V. Banerjee, donde documenta sus 15 años de experiencia realizando controles aleatorios para mitigar la pobreza. En 2019 escribió su último libro "Good Economics for Hard Times" donde habla sobre posibles soluciones a una serie de problemas actuales como la desigualdad, el cambio climático o la globalización.